# Uri (Italia)
Uri è un comune italiano di 2 822 abitanti della città metropolitana di Sassari in Sardegna.

## Geografia fisica

### Territorio
È situato nella parte nord occidentale della Sardegna, a 150 metri sul livello del mare. Dista circa 13 km da Sassari e 18 da Alghero.

## Origini del nome
La teoria sposata da vari linguisti (tra cui Max Leopold Wagner, Johannes Hubschmid, Giovanni Alessio e Massimo Pittau) è quella che ricollegherebbe l'origine del toponimo al basco ur, indicante l'acqua. Il Pittau associa tale termine anche a radici etrusche e comuni ad altri toponimi della Svizzera (con l'omonimo cantone) e della penisola iberica.

## Storia
Le prime tracce della presenza umana nel territorio risalgono verosimilmente all'età nuragica (dal 1700 a.C. al II secolo d.C.) come testimoniato dalla presenza, nel centro del paese, del complesso nuragico di Santa Caterina.

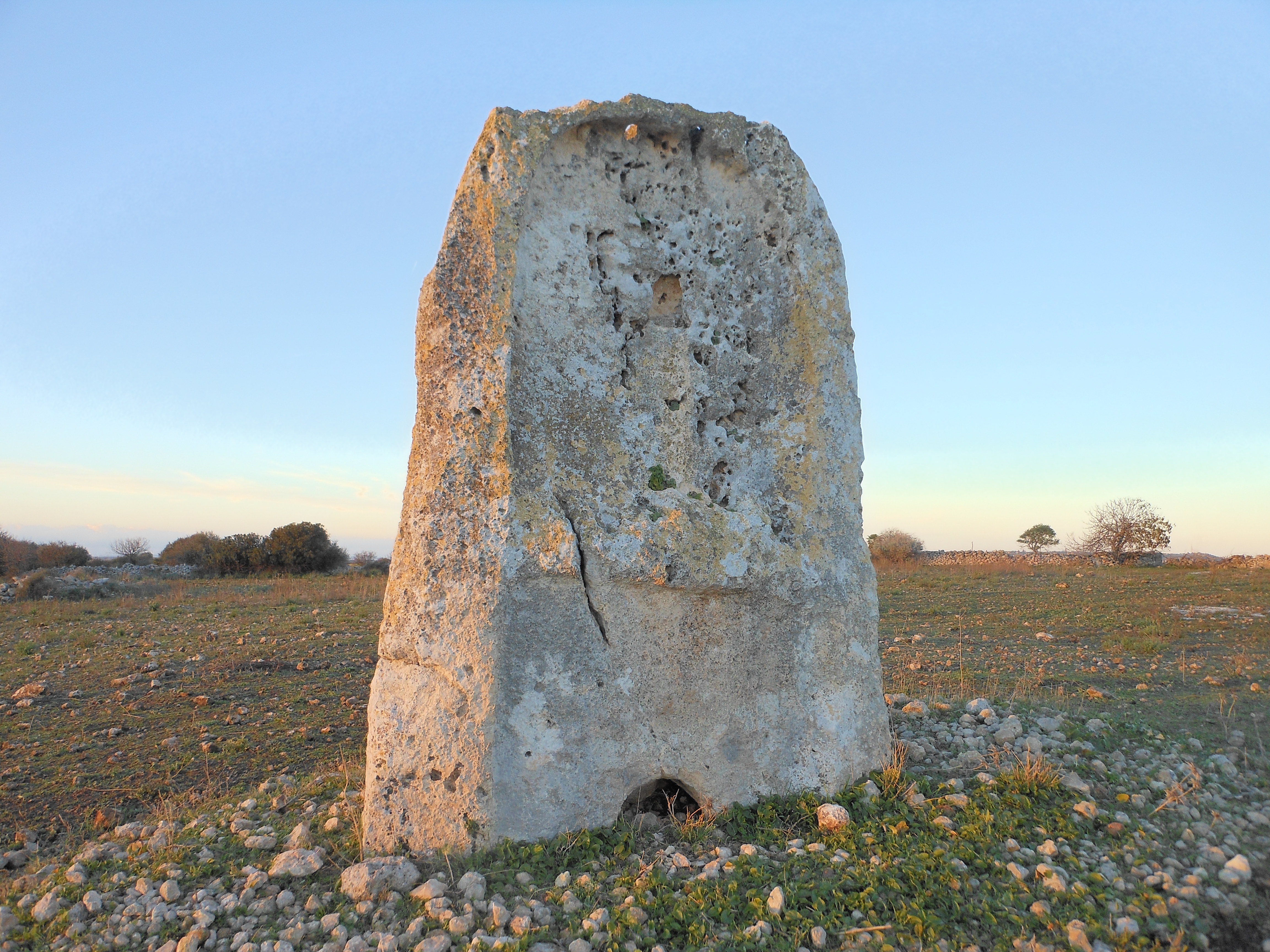
Sa Pedra Longa

 Il centro continuò ad essere abitato anche durante il periodo romano. Con il declino dell'impero, la Sardegna si organizzò in un sistema di quattro regni indipendenti. La prima fonte documentale che testimonia l'esistenza del villaggio di Uri o Urin risale a questo periodo ed è contenuta all'interno del Condaghe di San Pietro di Silki.
Verso la fine del XIII secolo il giudicato di Torres, cui il villaggio apparteneva, risultava diviso tra il giudicato di Arborea e le famiglie genovesi dei Doria e Malaspina, dopo diversi decenni di guerre con i catalano-aragonesi i Malaspina persero di controllo di questi territori lasciando i villaggi del logudoro completamente devastati dalle continue guerre e saccheggi. Nel 1366 il territorio di Coros di cui Uri (con Ittiri, Usini, Tissi e Ossi) faceva parte venne occupato dalle armate giudicali di Mariano IV giudice di Arborea e liberato dall'occupazione catalano-aragonese; nel 1376 un'epidemia di peste devastò il territorio già debilitato dalla continue guerre (la peste uccise anche Mariano IV). In seguito i catalano-aragonesi ripresero in mano il territorio e lo mantennero fino al 1479 anno che sancisce l'unione tra i due regni sotto la corona di Spagna. Nel 1541 formò una baronia insieme al paese di Ittiri, concessa al Bernardo Simon.
Nel 1770, in epoca sabauda, la baronia fu, sempre insieme ad Uri, trasformata in contea e data in feudo ai Ledà, ai quali fu riscattata nel 1839 con la soppressione del sistema feudale.

### Simboli
Lo stemma e il gonfalone del comune di Uri sono stati concessi con decreto del presidente della Repubblica dell'8 gennaio 1997.
Lo stemma si ispira a quello dell'antica abbazia di Nostra Signora di Paulis, fondata dai monaci cistercensi nel 1205 tra Ittiri (cui appartiene) e Uri, scomparsa già nel XV secolo durante la conquista aragonese.
Il gonfalone è un drappo partito di giallo e di rosso.

## Monumenti e luoghi d'interesse

### Architetture religiose

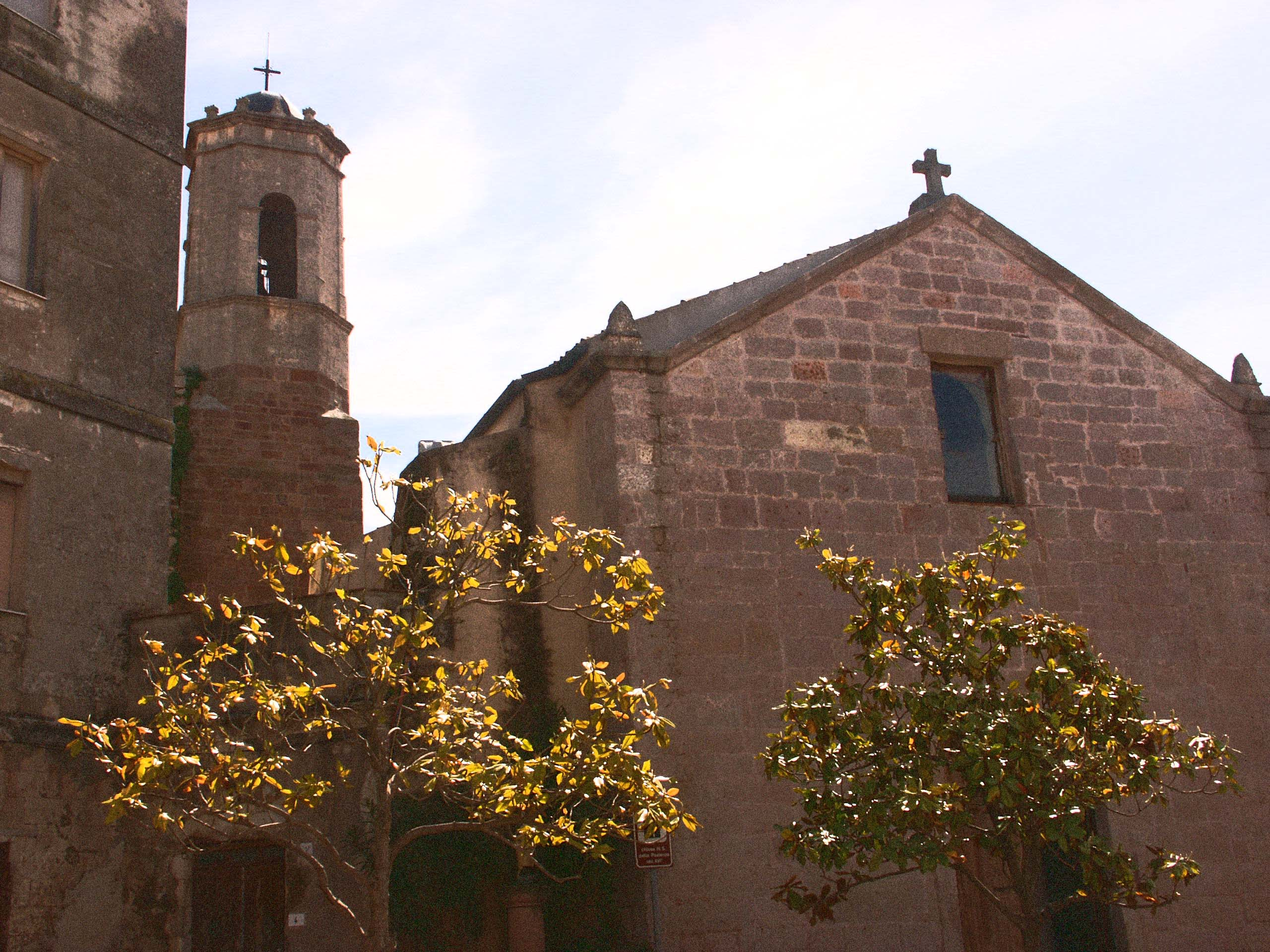
La chiesa di Nostra Signora della Pazienza

- Nostra Signora della Pazienza, XVI secolo
- Santa Croce, XII secolo
- Santa Maria di Paulis, (nuova chiesa consacrata nel 1995)

### Architetture civili
- Funtana Manna, XVIII secolo (che ha subito diversi interventi di restauro ma ricostruita secondo la foggia originale alla fine degli anni novanta)
- Antico lavatoio "Su trogliu", 1910
- Scuole pubbliche "Iscola Etza", 1913
- Diga del Cuga. Prende il suo nome dall'omonimo villaggio scomparso. Lago artificiale, realizzato per scopi irrigui sul fiume Cuga, poco a valle della confluenza col suo affluente rio Barca. La diga, fu edificata tra il 1956 e il 1974  Sul fondale sono presenti alcuni resti archeologici, visibili quando il lago è in secca tra Giugno e Settembre. Dal 2012, nel mese di agosto, si svolge il Kuga Festival, manifestazione che ha l'intento di promuovere e valorizzare il lago attraverso l'organizzazione di manifestazioni culturali e sportive. Nel lago è praticata l'attività di pesca sportiva. L'impianto è di proprietà della Regione Sardegna e fa parte del sistema idrico regionale; è gestito dall'Ente acque della Sardegna.

### Siti archeologici
Nel territorio del Comune si contano almeno 48 nuraghi tra i quali:

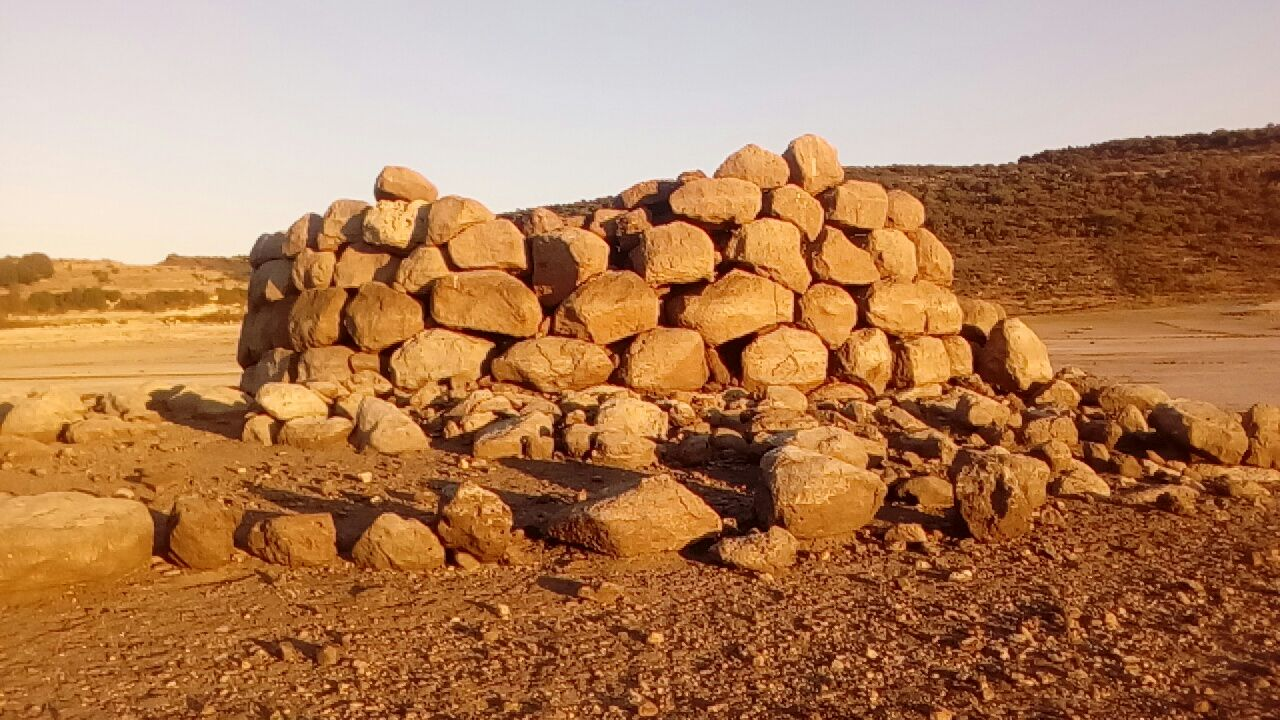
Nuraghe Chessedu, normalmente sommerso dal lago Cuga, emerge solo quando il livello del lago si abbassa notevolmente a seguito di perdurante siccità.

- il nuraghe Sa Iddazza, pure lui raggiunto dalle acque del lago Cuga
- il nuraghe Peppe Gallu;
- il nuraghe Attentu;
- il nuraghe Su Cuttu;
- il nuraghe Sa Curdiola;
- il nuraghe Alzola sa Cudina;
- il nuraghe Bilianu Pinna;
- il nuraghe Pigalvedda;
- il nuraghe Chessedu 
- Nuraghe a corridoio Su Punzu Rudu
- Complesso nuragico di Santa Caterina formato da un nuraghe ed un villaggio nuragico.
- Una muraglia megalitica.
- Un dolmen
- La Tomba dei giganti di Sa Pedra Longa.
- Nel 2016 sono state scoperte nei pressi del lago Cuga, due nuove tombe ipogeiche a domus de janas.

## Società

### Evoluzione demografica
Abitanti censiti

### Etnie e minoranze straniere
Al 31 dicembre 2022 la popolazione straniera è di 30 persone, pari allo 0,63% della popolazione.

### Lingue e dialetti
La variante del sardo parlata ad Uri è quella logudorese settentrionale.

### Tradizioni e folclore

#### Costume tradizionale di Uri
Esistono diverse fonti iconografiche che rappresentano uomini e donne che indossano il costume urese. L'abito tradizionale femminile è caratterizzato da una gonna nera (sa munnedda) con una balza in terziopelo, un grembiule in murè e da un copricapo (su mancaloru), di tulle o in seta, mantenuto da una cuffia in raso bianco o in broccato.
Altre parti del vestiario sono: sa pettiera (in seta), su corittu, di terziopelo fiorato ed ornato con varie applicazioni (le roselline), su pittigliu (rosa per le classi meno abbienti, ricamato a mano per le classi agiate), su bustu, ricamato su raso bianco con fili di seta e di oro o in broccato.
Da ricordare per la preziosità è il pittiglio (l'unico in tutta la Sardegna ad essere ricamato) e il fiocco viola.
L'abito è anche molto ricco di gioielli: i bottoni che chiudono la camicia (sos buttones de pettorra), i bottoni in filigrana che chiudono su corittu, quattro in un braccio e quattro nell'altro, il medaglione d'oro, una collana di corallo e le orecchine (sas Pendinas) anch'esse in corallo.
L'abito tradizionale maschile è costituito da copricapo, camicia, gilet nero (Su Cossu), Sas Ragas (o in alternativa dei pantaloni in orbace), calzoni e ghette. Il copricapo, la berrita, è un cappello a berretto con forma di sacco, confezionato in panno nero o ancora in orbace.
Le tradizioni vengono mandate avanti dal Gruppo folk Santa Rughe, dal Gruppo folk Uri, che hanno cercato di scoprire i balli tipici del paese, tra cui sa moresa (ballo tipico e solo di Uri) e soprattutto di valorizzare il vero costume di Uri, e dall'Associazione Culturale Folkloristica Coro di Uri.

## Cultura

### Biblioteche
- Biblioteca comunale "Giovanni Maria Cherchi";
- Biblioteca dell'Associazione Culturale Paulis "Giovanni Salaris".

### Musei
- Centro culturale "Su Igante".

## Economia

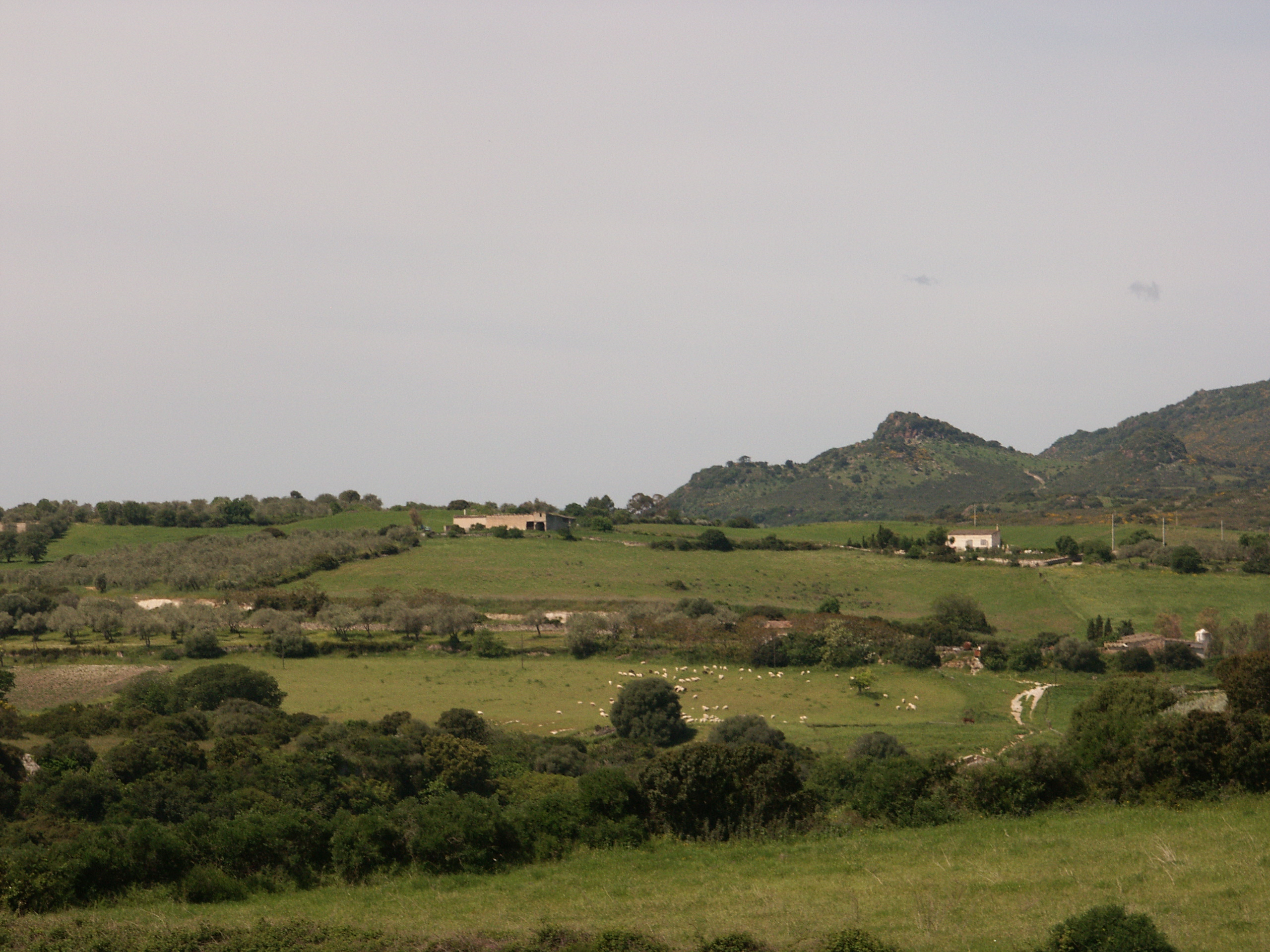
Campagne alla periferia dell'abitato

L'economia del paese si basa sull'agricoltura, sull'allevamento ovino sull'artigianato. Uri è un centro agricolo noto per la carcioficoltura, la viticoltura e l'olivicoltura. La cittadina fa parte delle "Città dell'olio".. Il paese è inoltre conosciuto per i suoi vini.

## Amministrazione
| Periodo         | Periodo         | Primo cittadino         | Partito                           | Carica  | Note   |
| --------------- | --------------- | ----------------------- | --------------------------------- | ------- | ------ |
| 6 giugno 1993   | 27 aprile 1997  | Antonio Risso           | Lista Civica "Tott'umpare"        | Sindaco | [ 10 ] |
| 27 aprile 1997  | 13 maggio 2001  | Antonio Risso           | Lista Civica "Tott'umpare"        | Sindaco | [ 11 ] |
| 13 maggio 2001  | 28 maggio 2006  | Francesco Sechi         | lista civica"Pro Uri cun impignu" | Sindaco | [ 12 ] |
| 28 maggio 2006  | 15 maggio 2011  | Giovanni Antonio Biddau | lista civica "Insieme per Uri"    | Sindaco | [ 13 ] |
| 15 maggio 2011  | 5 giugno 2016   | Gennaro Galzerano       | lista civica "Cherimus"           | Sindaco | [ 14 ] |
| 6 giugno 2016   | 10 ottobre 2021 | Lucia Cirroni           | lista civica "Uri prima di tutto" | Sindaco | [ 15 ] |
| 11 ottobre 2021 | -               | Matteo Emanuele Dettori | lista civica "Uri prima di tutto" | Sindaco | [ 15 ] |

## Sport

### Calcio
La principale squadra di calcio del paese è l'Atletico Uri, che nella stagione 2024-25 milita nel campionato di Serie D.
Attiva per quanto riguarda il karate la società Sport Più Uri, i cui atleti hanno preso parte anche a diversi campionati europei e nazionali.